# Вацманн (картина)
«Вацман» (нім. Der Watzmann) — картина, написана німецьким художником Каспаром Давидом Фрідріхом в період з 1824 по 1825 рік. На картині зображено пейзаж гори Вацманн, що знаходиться в Баварії. Картина є прикладом романтичного твору.
На цей час пейзаж перебуває у Старій національній галереї (нім. Alte Nationalgalerie), що розташована в Музейному острові в Берліні.

## Історія створення та опис
В основу пейзажу ліг етюд з натури, написаний учнем Фрідріха Августом Генріхом під час подорожі на гору Вацман, яке він зробив незадовго до смерті в 1822 році. Однак, порівнюючи картину Фрідріха з етюдом, можна помітити, що майстер схематизував композицію за допомогою геометричних узагальнень і значно збільшив розмір гори. Друга пляма - це гора Ердберкопф в Гарці, ескіз якої сам Фрідріх зробив з натури в 1811 році.

## Символізм картини
У процесі роботи над картинами Фрідріх часто звертається до ескізів, виконаних раніше, а також до своєї фантазії художника. Такий підхід пояснює, чому в його пейзажах зустрічаються елементи і форми природи, яких не було в реальності, що ми і бачимо в картині «Вацман». За скалами на передньому плані долини, покритих багатою рослинністю - пейзаж не справжній, однак тут немає помилок художника, навпаки - композиція картини чітко вибудувана. Система діагоналей, які піднімаються вгору, визначаючи схили гір, що дозволяють здійснити «сходження» - від квітів і дерев, які живуть і помирають — до вершин гір, які символізують вічність. Гра світотіней на передньому плані - аллегоричне втілення суєти; ущелини і обриви - це інтриги і небезпека на життєвому шляху, а ялина в центрі - символ віри, що ніколи не вмирає. У міру чергування планів від ближнього до дальнього увага глядача все більше концентрується на найвищій точці - вершині спокою і духовності. Картина «Вацман» ще раз доводить, що пейзажі Фрідріха - не просто відображення природи, засноване на точному її відтворенні, а оригінальний витвір, що розкриває внутрішній світ художника.